# 浙江碘泡虫
浙江碘泡虫（学名：Myxobolus chekiangensis）为碘泡科碘泡虫属的动物。在中国，分布于浙江等，营寄生生活，寄生在鲢的鳃。